# Liste der Monuments historiques in Plounérin
Die Liste der Monuments historiques in Plounérin führt die Monuments historiques in der französischen Gemeinde Plounérin auf.

## Liste der Bauwerke
| Bezeichnung                      | Beschreibung | Standort                    | Kennzeichnung | Schutzstatus | Datum | Bild           |
| -------------------------------- | ------------ | --------------------------- | ------------- | ------------ | ----- | -------------- |
| Kapelle Notre-Dame de Bon-Voyage |              | Rue de Bon-Voyage (Lage)    | PA00089503    | Inscrit      | 1926  | weitere Bilder |
| Herrenhaus                       |              | Rue de l’Église (Lage)      | PA00089505    | Inscrit      | 1926  | weitere Bilder |
| Calvaire                         |              | Rue de l’Église (Lage)      | PA00089502    | Inscrit      | 1926  | weitere Bilder |
| Kreuz                            |              | Route de Guerlesquin (Lage) | PA00089504    | Inscrit      | 1926  |                |
| Taubenturm des Manoir de Lesmoal | Herrenhaus   | (Lage)                      | PA22000005    | Inscrit      | 1997  | weitere Bilder |
| Manoir de Lesmoal                | Herrenhaus   | (Lage)                      | PA00089506    | Inscrit      | 1997  | weitere Bilder |

## Liste der Objekte
- Monuments historiques (Objekte) in Plounérin in der Base Palissy des französischen Kultusministeriums